# Oligota wendyi
Oligota wendyi – gatunek chrząszczy z rodziny kusakowatych i podrodziny Aleocharinae.
Gatunek ten opisany został w 1976 roku przez S.A. Williamsa.
Chrząszcz o ciele długości 1 mm i szerokości 0,5 mm, ubarwionym w całości rudobrązowo. Punktowanie głowy i przedplecza jest delikatne i rozproszone, a pokryw grubsze i gęstsze. Odwłok jest węższy niż przód ciała i ma na całej długości zaokrąglone boki. Powierzchnię tergitów zdobią drobne guzki, a tych od trzeciego do piątego także krótkie żeberka. Piąty tergit jest prawie tak długi jak szósty i siódmy razem wzięte.
Owad endemiczny dla Nowej Zelandii.